# Marie-Jeanne Barbier
 (juin 2015).
Si vous disposez d'ouvrages ou d'articles de référence ou si vous connaissez des sites web de qualité traitant du thème abordé ici, merci de compléter l'article en donnant les références utiles à sa vérifiabilité et en les liant à la section « Notes et références ».
Pour les articles homonymes, voir Barbier.
Marie-Jeanne Barbier, née le 15 mai 1944 à Saint-Jean-en-Royans (Drôme),  est une autrice française de romans pour la jeunesse. Elle a publié six romans policiers pour la jeunesse et un conte pour enfant, pour la plupart édités chez Actes Sud et traduits en italien. 

## Œuvres
- La balade du père Grégoire, conte pour enfant, Éditions Balivernes, 2007
- Mercredi ou jamais, roman policier, Éditions Actes Sud, paru en 2001
- Des Inconnus dans le jardin, roman policier, Éditions Actes Sud, paru en  2000
- La Jeune fille à la fenêtre, roman policier, Éditions Actes Sud, paru en 1999
- Des Requins dans le pré, roman policier, Éditions Actes Sud, paru en 1998
- Le Mystère du Pas-du-Loup, roman policier, Éditions Actes Sud, paru en 1997[1]
- Le Secret du caniche, roman policier, Éditions Milan, paru en 1992